# Dipterocarpus cuspidatus
Dipterocarpus cuspidatus är en tvåhjärtbladig växtart som beskrevs av Peter Shaw Ashton. Dipterocarpus cuspidatus ingår i släktet Dipterocarpus och familjen Dipterocarpaceae. Inga underarter finns listade i Catalogue of Life.